# Жрец
Жрец най-общо означава свещенослужител на определена езическа религия. Човек, който чрез специални ритуали осъществявал връзката между хората и боговете и поради това имал голяма власт.